# Дубровка (Ужгородский район)
Дубровка (укр. Дубрівка) — село в Среднянской поселковой общине Ужгородского района Закарпатской области Украины.
Население по переписи 2001 года составляло 810 человек. Почтовый индекс — 89445. Телефонный код — . Занимает площадь 0,84 км².